# 練馬アニメーション
一般社団法人練馬アニメーション（ねりまアニメーション、略称：NAA）は、かつて存在した東京都練馬区内におけるアニメーション振興のためのイベントの実施やアニメ関連催事への出展などを主な事業内容としていた日本の一般社団法人。

## 組織概要
2004年7月、東京都練馬区所在のアニメ制作会社52社による任意団体「練馬アニメーション協議会」として発足。東京国際展示場で開催される東京国際アニメフェア、フランスのアヌシーで毎年開催されているアニメ見本市『アヌシー国際アニメーション見本市』に出展。毎年「としまえん」において開催される『練馬アニメーションカーニバル』、「大泉学園」周辺にて開催の『練馬アニメーションプロジェクトin大泉』を主に活動。
発足当時の代表幹事は、株式会社スタジオ雲雀。2014年9月、「一般社団法人練馬アニメーション」に組織変更。
2022年10月12日、練馬区のアニメーション事業への大幅な予算縮小により収入の柱が失われたこと、会員社の減少が続いていること、新型コロナウイルスの影響も含め活動の継続が困難な状況になったことに伴い、同年8月31日付で解散したことが発表された。

## 主な会員

### 正会員
- メビウス･トーン（代表理事）
- 動画工房（理事）
- サトリデザイン（理事）
- 三晃プロダクション（監事）
- 東映アニメーション
- アスラフィルム
- 叶音
- テディー
- ディオメディア
- リバース・イメージ・クリエイション
- ラインファーム

### 賛助会員
- 旭プロダクション
- アゼータ・ピクチャーズ
- アニメインターナショナルカンパニー
- アニメ・スポット
- 荒木プロダクション
- アールケイ
- イマジン
- Wish
- AREA81
- オフイスプリオン
- オフィスランク
- カオスプロジェクト
- きのプロダクション
- ぎゃろっぷ
- 九魔
- 銀プロダクション
- ゴンゾ
- 作画組
- 三協新社
- サンシャインコーポレーション
- サンブリッジ
- サンライズ
- ジーアンドジーディレクション
- ジュドー
- スタジオエル
- すたじおかぐら
- スタジオガッツ
- スタジオコメット
- スタジオ・ジャイアンツ
- スタジオぬえ
- STUDIO ViV
- スタジオMAO
- スタジオ・ライブ
- 菁画舎
- 田島恵美子
- ダンデライオンアニメーションスタジオ
- 中央美術学園
- デイヴィッドプロダクション
- TYOドワーフ事業部
- ニッカー絵具
- ヌールエ
- ハーモニック
- ビックスタジオ
- ビックファイタープロジェクト
- ブシロード
- 虫プロダクション
- La・Moon
- ロケットビジョン
- アニメーション事業者協会